# José Ortiz Cetale
José Ortiz Cetale (São Paulo, 23 de fevereiro de 1939 — São Paulo, 21 de julho de 2013) foi um futebolista brasileiro que atuou como zagueiro. Cetale teve destaque no Botafogo, onde atuou, mesmo sendo reserva, ao lado Nílton Santos, Garrincha, Amarildo, Didi, entre outros. Marcador vigoroso, recebeu o apelido de "Cacetale" em sua passagem pelo Rio de Janeiro. Era, também, considerado um dos galãs do futebol carioca à época.

## Carreira
De mãe uruguaia, filha de espanhóis, e pai argentino, de origem italiana, Cetale foi criado no bairro da Vila Anastácio, em São Paulo. Começou sua carreira no time infantil do Corinthians em 1955. Um ano depois, passou a jogar no Nacional. Em 1958, foi levado por um "olheiro" para a então capital brasileira, onde, por dois meses de treinamentos, esteve no America. No clube rubro, Cetale chegou a disputar até um amistoso contra o Bonsucesso. No entanto, o America depositava suas apostas em Djalma Dias e, por indicação de Nadim Marreis, Cetale ingressou ao Botafogo.
No alvinegro, o zagueiro foi bicampeão carioca de aspirantes nos anos de 1958 e 1959. A equipe vencedora era formada por uma série de jogadores que, poucos anos mais tarde, integrariam o grupo principal botafoguense. A escalação era dada por Adalberto; Marcelo, Cetale, Paulistinha, Ademar; Aírton, Édson; Neivaldo (ou Bruno), Amoroso, Rossi (ou Tião Macalé) e Amarildo. Já no elenco principal, Cetale foi campeão, como titular, do Torneio Rio-São Paulo de 1962. O jogador chegou a excursionar por mais de cinqüenta países com o clube. Em uma das viagens, o Botafogo jogou contra o Milan, no San Siro, coube a Cetale marcar Mazzola e, após queixas do atacante brasileiro naturalizado italiano a Didi, o meia alvinegro disse-lhe: "Velho, dá na orelha dele!"
Em 1962, o jogador deixou o Botafogo, indo atuar pela Esportiva de Guaratinguetá e, mais tarde, pelo Deportivo Cáli, onde se sagrou campeão colombiano. Depois disso, Cetale passou a vagar anualmente de clube em clube, encerrando a carreira no futebol dos Estados Unidos.

## Pós-carreira
Cetale voltou para a sua cidade natal apenas em 1998. Em São Paulo, o ex-jogador encontrou dificuldades financeiras, morando, inclusive, em um albergue público no bairro do Canindé, levando consigo apenas uma muda de roupas e uma mala com fotografias da época como futebolista botafoguense. "Nos momentos de desespero, e eram muitos, eu abria a minha carteira e só encontrava as duas fotos do Botafogo", declarou Cetale, em entrevista de 2008. "Então, revirava a mala e ficava olhando minhas fotos com a camisa do Botafogo e isso ajudava a enfrentar as necessidades."

Em 2008, o ex-zagueiro obteve em seu ex-clube de juvenil, o Nacional, a oportunidade de trabalhar como treinador nas categorias de base do clube da Barra Funda. Seguiu morando no clube até sua morte, em 2013.

## Morte
Morreu no dia 21 de julho de 2013, vítima de falência múltipla dos órgãos. O ex-jogador enfrentou problemas com o alcoolismo e perdeu tudo o que tinha conquistado. Viveu com o filho em um albergue no bairro do Canindé, zona norte de São Paulo.

## Títulos

### Botafogo
- Torneio Rio-São Paulo: 1962
- Taça dos Campeões Estaduais Rio-São Paulo: 1961
- Campeonato Carioca: 1961 e 1962
- Torneio Início: 1961 e 1962

 Torneios Internacionais
- 6º Torneio Pentagonal do México: 1958
- Torneio Internacional da Colômbia: 1960
- Torneio Internacional da Costa Rica: 1961
- 6º Torneio Pentagonal do México: 1962